# Паническое расстройство
Пани́ческое расстро́йство, или эпизоди́ческая пароксизма́льная трево́га, — психическое расстройство, характеризующееся спонтанным возникновением панических атак от нескольких раз в год до нескольких раз в день и ожиданием их возникновения. Характерной чертой расстройства являются рецидивирующие приступы резко выраженной тревоги (паники), которые не ограничены определённой ситуацией или обстоятельствами и, следовательно, непредсказуемы.
Другие названия этого заболевания — «эпизодическая пароксизмальная тревожность,  «кардионевроз», «ВСД (вегетососудистая дистония)» с кризовым течением», «НЦД (нейроциркуляторная дистония)».
При панических атаках могут иметь место учащённое сердцебиение, боль в груди, затруднённое дыхание, мышечные спазмы, головокружение, тошнота. Иногда может появиться чувство нереальности происходящего (дереализация) и отстранённости от собственного тела (деперсонализация — ощущение нахождения вне тела и наблюдения за происходящим со стороны). Симптомы при атаке не поддаются  контролю, это сильно деморализует человека, вызывает чувство бессилия и отчаяния. Стремление человека сознательно контролировать своё состояние во время панической атаки делает симптомы еще более интенсивными. Часто ожидание возможной атаки более мучительно, чем сама атака. Человек заранее боится, что он не справится с паникой или не сможет получить помощь. По этой причине многие больные начинают избегать ситуаций, в которых может возникнуть атака (например, остаться одному или выйти из дома).

## Клиническая картина и диагностические критерии
У страдающих паническим расстройством людей, как правило, наблюдаются серии интенсивных эпизодов крайней (и, как правило, необъяснимой) тревоги — панических атак. Панические атаки обычно продолжаются около 10 минут, но могут быть и кратковременными — около 1—5 минут, и длительными — до 30 мин, при этом ощущение тревоги может сохраняться в течение 1 часа. Панические атаки могут различаться по набору симптомов или быть однотипными (то есть тахикардия, потливость, головокружение, одышка, тремор, переживание неконтролируемого страха и т. д.). У части пациентов данные состояния наблюдаются регулярно — иногда ежедневно или еженедельно. Внешние симптомы панической атаки часто ведут к негативным социальным последствиям (например, смущению, общественным порицаниям, социальной изоляции). Тем не менее, у знающих о своём заболевании пациентов часто могут быть интенсивные панические атаки с очень малыми внешними проявлениями этого состояния.
Для определения тяжести панического расстройства используется специальная шкала; она существует также в форме опросника самооценки в качестве теста на панические атаки.

### Диагностические критерииМКБ-10
- Повторные, непредсказуемые приступы (не ограничивающиеся какой-либо определённой ситуацией) выраженной тревоги (паники).
- Сопровождающие тревогу вегетативные болевые симптомы, дереализация и деперсонализация.
- Вторичные страхи смерти и сумасшествия.
- Вторичное избегание какой-либо ситуации, в которой паническая атака возникла впервые.
- Вторичные страхи одиночества, людных мест, повторных панических атак.
- Паническое расстройство является основным диагнозом в случае отсутствия какой-либо фобии как первичного расстройства (в противном случае паническая атака рассматривается как признак выраженной фобии).
- Достоверный диагноз панического расстройства требует, чтобы несколько тяжёлых приступов тревоги наблюдалось по меньшей мере в течение одного месяца и отвечали следующим требованиям:
  1. Паническое расстройство возникает при обстоятельствах, не связанных с объективной угрозой (возможна тревога предвосхищения атаки).
  2. Паническое расстройство не ограничивается известной, предсказуемой ситуацией.
  3. Наличие свободных от тревоги периодов между атаками.

### Диагностические критерииDSM-IV
- А.

1. Повторяющиеся приступы панических атак.
2. По крайней мере один приступ был в течение 1 месяца (или более) при следующих дополнительных симптомах:
  - Сохраняющаяся обеспокоенность по поводу приступов.
  - Беспокойство о последствиях приступа (например, страх утраты самоконтроля, инфаркта миокарда, страх сойти с ума).
  - Значительные изменения в поведении, связанные с атаками.

- B. Присутствие (или отсутствие) агорафобии.
- C. Симптоматика не является последствием прямого физиологического воздействия вещества (например, злоупотребления наркотиками, лекарства) или какого-либо заболевания (например, артериальная гипертензия, гипертиреоз, феохромоцитома, и т. д.).
- Симптоматика не может быть объяснена наличием другого расстройства психики или поведения, такого как соматоформная вегетативная дисфункция сердца и сердечно-сосудистой системы, ипохондрия, социальная фобия, другие фобии, обсессивно-компульсивное расстройство, посттравматическое стрессовое расстройство или тревожное расстройство, вызванное разлукой.

Согласно диагностическому и статистическому руководству DSM-IV-TR панические атаки не рассматриваются как отдельное заболевание, а кодируются в составе диагноза других тревожных расстройств.

### Дифференциальная диагностика
Паническое расстройство необходимо отличать от ряда соматических болезней и состояний, к которым относятся сердечно-сосудистые расстройства, хронические обструктивные болезни лёгких, некоторые эндокринные и метаболические расстройства (болезнь Кушинга, нарушения электролитного обмена, гипертиреоз, гипергликемия, заболевания паращитовидных желез), эпилепсия, в особенности височная; пептическая язва, феохромоцитома, лёгочная эмболия, вестибулопатии, опухоли ЦНС, бронхиальная астма, эффекты некоторых лекарственных средств и наркотических веществ, состояния после сильных ожогов и обширных хирургических вмешательств.
Кроме того, паническое расстройство следует отличать от других психических расстройств, сопровождающихся паническими атаками: например, установленных фобических расстройств (F40.x), посттравматического стрессового расстройства, обсессивно-компульсивного расстройства, соматоформных расстройств (F4x.x) и других подобных нарушений. Панические атаки могут быть вторичными по отношению к депрессивным расстройствам тревожного спектра, особенно у мужчин, и если выявляются критерии депрессивного расстройства, то паническое расстройство не должно устанавливаться как основной диагноз.

## Течение и распространённость
Паническое расстройство обычно начинается в молодом возрасте, реже в детском и зрелом. По результатам исследований, около 1,7 % взрослого населения США имели симптомы панического расстройства (женщины болеют чаще в 2—3 раза). Заболевание имеет волнообразное течение; около половины больных в целом выздоравливают, остальные ведут относительно нормальную жизнь, несмотря на сохранение симптоматики и наличие рецидивов.
Затяжному течению панического расстройства способствуют неадекватные и несвоевременные лечебные мероприятия. Тревожные расстройства, в том числе паническое, диагностируются лишь у 50 % пациентов с очевидными симптомами. Меньше чем 50 % пациентов получают какое-либо лечение и меньше 30 % — адекватную терапию.

## Лечение
Несмотря на обязательное присутствие вегетативной дисфункции в приступе и часто неявный характер эмоциональных расстройств, основными методами лечения панического расстройства являются психотерапия и психофармакология.

### Психофармакология
Используются антидепрессанты группы СИОЗС — длительно, не менее 6 месяцев; а также транквилизаторы (алпразолам, клоназепам) коротким курсом — до 14 дней.
На протяжении некоторого времени высокоактивные бензодиазепины, такие как алпразолам и клоназепам, считались препаратами первого выбора при лечении панического расстройства. Но отсутствие эффективности в отношении симптомов депрессии, которая часто сочетается с паническими атаками, и выраженные побочные эффекты снизили их популярность. Препаратами первой линии выбора стали СИОЗС.
У пациентов с маниакальными состояниями в анамнезе предпочтительней применение бензодиазепинов, так как, в отличие от антидепрессантов, они не провоцируют манию.
Использование так называемых вегетотропных препаратов (анаприлин, пирроксан, беллоид, белласпон) в сочетании с сосудисто-метаболической терапией (циннаризин, кавинтон, трентал, ноотропил, пирацетам, церебролизин) неэффективно, что подрывает веру в возможность излечения и способствует хронизации заболевания.
Не все классы психотропных препаратов одинаково эффективны в отношении паники. При правильном подходе паническое расстройство хорошо поддаётся лечению. Необходим индивидуальный план лечения для каждого больного, который следует разработать пациенту вместе со своим лечащим врачом.

### Психотерапия
Психотерапевтическая помощь (помощь психотерапевта или психолога) при паническом расстройстве может помочь осознать психологическую проблему, увидеть способы её решения, проработать психологический конфликт.
Доказана эффективность когнитивно-поведенческой психотерапии при лечении панического расстройства (в том числе когнитивно-поведенческой психотерапии, проводимой через Интернет). По данным мета-анализа, при лечении панических атак когнитивно-поведенческая психотерапия обладала более высоким показателем силы эффекта в сравнении с фармакологическим лечением и комбинированным лечением (то есть психофармакотерапией в сочетании с психотерапией). При использовании когнитивно-поведенческой психотерапии меньшее количество пациентов прерывало лечение по сравнению с фармакологическим и комбинированным лечением. Есть данные о большей противорецидивной активности когнитивно-поведенческой психотерапии при паническом расстройстве в сравнении с фармакотерапией. Когнитивно-поведенческая психотерапия также способствует успешному прекращению приёма бензодиазепинов у пациентов с паническим расстройством и помогает им сохранить терапевтический эффект, не прибегая к лекарствам.
В частности, в рамках когнитивно-поведенческой психотерапии для устранения тревожных мыслей, вызывающих паническую атаку, может использоваться метод «остановки мысли». Может применяться и такая техника, как репликация симптома в лабораторных условиях. Техника репликации симптома в лабораторных условиях заключается в том, что с помощью различных приёмов (гипервентиляция лёгких по Кларку, применение кофеина или быстрый подъём по лестницам) воспроизводятся некоторые из физиологических компонентов панической атаки — потоотделение, учащённое сердцебиение и др. Затем выявляются возникшие у пациента интерпретации этих физических ощущений и эмоциональные реакции. В случае правильной интерпретации пациентом возникших ощущений психотерапевт обращает его внимание на связь между интерпретацией и эмоциональным состоянием («Ты объясняешь сейчас сердцебиение пробегом по лестнице, а не сердечным приступом, и ты абсолютно спокоен»). Терапевт также предлагает пациенту поискать альтернативное объяснение сердцебиению в обыденной жизни вместо уверенности, будто сердцебиение — однозначный признак сердечного приступа, и опираться при этом на лабораторный опыт. 
В рамках когнитивно-поведенческой психотерапии пациента также могут обучать во время терапевтических сеансов навыкам релаксации, техникам контролируемого дыхания по Кларку, после чего пациенту рекомендуют использовать эти навыки в промежутках между сеансами, во время эпизодов интенсивной тревоги.
При лечении панического расстройства применяется также психоанализ. С точки зрения психоаналитиков, основной причиной панического расстройства считаются вытесненные психологические конфликты, которые не находят выхода, не могут быть осознаны и разрешены человеком вследствие различных причин.

## Теории о происхождении заболевания
1. Серотониновая теория — данные о роли серотонина в патогенезе панических расстройств получены в фармакологических исследованиях. Исследования нейроэндокринных реакций в ответ на введение серотонинергических препаратов выявили у больных паническими расстройствами определённые изменения (изменение секреции кортизола в ответ на введение фенфлурамина и мета-хлорфенилпиперазина). Возможно, у больных паническим расстройством изменены содержания связанного с серотонином белка тромбоцитов. Также проводились исследования о связи панического расстройства с выработкой антител к серотонину. Имеет значение взаимодействие серотонинергической и других нейромедиаторных систем. Связь между серотонинергической и норадреналинергической системами позволяют объяснить нарушение вегетативной регуляции при паническом расстройстве. СИОЗС могут также уменьшать симптомы панического расстройства опосредованно, через влияние на норадренергическую систему. Например, флуоксетин способен нормализовать MHPG-реакцию на введение клонидина у больных с паническим расстройством.
2. Респираторные теории — объясняют возникновение панического расстройства сбоем в регуляции дыхания и возникновением «аварийной» реакции. Паническая атака провоцируется чрезмерностью дыхания через активизацию предполагаемого «центра удушья».
  - Нейроанатомическая модель предполагает, что паническая атака связана с гиперактивацией стволовых структур, что проявляется в изменении дыхательных функций, дисфункции серотонинергических и норадреналинергических структур. Остальные проявления данная модель связывает с нарушениями функционирования других отделов мозга — лимбические структуры — тревога ожидания, нарушения в префронтальной коре — ограничительное поведение.
3. Генетические гипотезы — попытка определения генетических локусов, ответственных за развитие панического расстройства, остаётся без успеха до сих пор. Паническое расстройство часто встречается у близких родственников, что может говорить о роли наследственности. Также была установлена коморбидность с такими заболеваниями, как биполярное аффективное расстройство, алкоголизм.
4. Вегетативные теории основаны на изучении кардиальных показателей взаимодействия парасимпатической и симпатической систем и реакций на норадренергические препараты (исследования с клонидином). У взрослых больных обнаружено сглаживание кривой секреции гормона роста в ответ на введение клонидина, что указывает на снижение чувствительности гипоталамических α2-адренорецепторов, также наблюдается повышение артериального давления и уровня MHPG. При успешном лечении панического расстройства происходит восстановление нормальной реакции в виде снижения MHPG в ответ на введение клонидина.
  - Locus ceruleus модель — при введении йохимбина и агонистов α2-адренорецепторов стимулирующих locus ceruleus наблюдается увеличение тревоги.
5. Условно-рефлекторная теория — предположительно, любая тревожная реакция возникает в результате взаимодействия миндалины со стволовыми структурами, базальными ганглиями, гипоталамусом и корковыми путями. Внутренние стимулы рассматриваются как условные стимулы, способные запускать паническую атаку. Паническая атака возникает в результате активации нервных путей, обеспечивающих возникновение условно-рефлекторной фобической реакции в ответ на нормальные колебания физиологических функций. Подтверждает эту теорию и то, что на основе дыхательной и физиологической реакции на вдыхание углекислого газа можно выработать условный рефлекс.
6. Когнитивные теории — предположительно, на развитие панических атак влияет ряд когнитивных факторов. У больных с паническим расстройством наблюдается повышенная тревожная чувствительность и снижение порога восприятия сигналов от внутренних органов. Такие люди сообщают о более значительном числе симптомов при провокации тревоги физической нагрузкой.